# Waalse verkiezingen 2019
Op zondag 26 mei 2019 werden er in Wallonië verkiezingen voor het Waals Parlement gehouden. Deze worden sinds 1999 altijd gelijktijdig met de Europese parlementsverkiezingen gehouden.

## Vooraf
Na de verkiezingen van 2014 vormden PS en cdH de Regering-Magnette onder leiding van PS’er Paul Magnette. In 2017 vormden cdH en MR een nieuwe regering, de Regering-Borsus, onder leiding van MR-politicus Willy Borsus.

## Kandidaten

### Lijsttrekkers
| Partij | Partij          | Kieskring Luik       | Kieskring Verviers   | Kieskring Hoei-Borgworm   | Kieskring Charleroi-Thuin | Kieskring Doornik-Aat-Moeskroen   | Kieskring Bergen  | Kieskring Zinnik-La Louvière | Arrondissement Aarlen-Marche-Bastenaken-Neufchâteau-Virton | Kieskring Namen      | Kieskring Dinant-Philippeville | Kieskring Nijvel  |
| ------ | --------------- | -------------------- | -------------------- | ------------------------- | ------------------------- | --------------------------------- | ----------------- | ---------------------------- | ---------------------------------------------------------- | -------------------- | ------------------------------ | ----------------- |
|        | cdH             | Alda Greoli          | Marie-Martine Schyns | Damien Wathelet           | Julien Matagne            | Mathilde Vandorpe                 | Carlo Di Antonio  | François Desquesnes          | René Collin                                                | Benoît Dispa         | Christophe Bastin              | André Antoine     |
|        | DéFI            | Camille Périlleux    | Dany Beaupain        | Grégory Vidal             | Jean-Noël Gillard         | Emmanuel Cornette                 | Nicolas Dubois    | Emma Itoua                   | Jasmine Arendt                                             | Monique Felix        | Patrick Pynnaert               | Pascal Goergen    |
|        | Ecolo           | Veronica Cremasco    | Anne Kelleter        | Rodrigue Demeuse          | Christophe Clersy         | Bénédicte Linard                  | Emmanuel Disabato | Valentine Place              | Jean-Philippe Florent                                      | Stéphane Hazée       | France Masai                   | Hélène Ryckmans   |
|        | MR              | Philippe Dodrimont   | Pierre-Yves Jeholet  | Caroline Cassart-Mailleux | Nicolas Tzanetatos        | Jean-Luc Crucke                   | Jacqueline Galant | Olivier Destrebecq           | Willy Borsus                                               | Sabine Laruelle      | François Bellot                | Valérie De Bue    |
|        | PP              | Vanessa Cibour       | Bruno Berrendorf     | Adrien Bajoux             | Thibaut De Coster         | Anne-Dorothy de Jamblinne de Meux | Ruddy Waselynck   | Laurent Huriaux              | Jean-François Thiry                                        | Fabrice Nemery       | Abel Gouverneur                | Nicolas Vermeulen |
|        | PS              | Jean-Claude Marcourt | André Frédéric       | Christophe Collignon      | Paul Furlan               | Rudy Demotte                      | Joëlle Kapompolé  | Laurent Devin                | Philippe Courard                                           | Jean-Charles Luperto | Pierre-Yves Dermagne           | Dimitri Legasse   |
|        | PTB             | Alice Bernard        | Samuel Nemes         | Maxime Tondeur            | Germain Mugemangango      | Jori Dupont                       | John Beugnies     | Antoine Hermant              | Alain Nicolas                                              | Anouk Vandevoorde    | Didier Lotin                   | André Van Deuren  |
|        | Listes Destexhe | André-Pierre Puget   | Jean-Pierre Larose   | Jonathan Maerckaert       | Benoît Legros             | Jean-Marie Delfosse               | Elisabeth Befumo  | Steve Flament                | Bertrand de Craecker                                       | Laurence Genot       | Denis Wauthier                 | Nour de San       |

### Kandidatenlijsten
Hieronder staan de kandidatenlijsten van de partijen. De verkozenen staan vetgedrukt.

#### Kieskring Nijvel
| Plaats      | Ecolo            | cdH                         | MR                        | PP                 | DéFI                            | PTB                       | Listes Destexhe               | PS                     |             |
| Effectieven | Effectieven      | Effectieven                 | Effectieven               | Effectieven        | Effectieven                     | Effectieven               | Effectieven                   | Effectieven            | Effectieven |
| ----------- | ---------------- | --------------------------- | ------------------------- | ------------------ | ------------------------------- | ------------------------- | ----------------------------- | ---------------------- | ----------- |
| 1           | Hélène Ryckmans  | André Antoine               | Valérie De Bue            | Nicolas Vermeulen  | Pascal Goergen                  | André Van Deuren          | Nour de San                   | Dimitri Legasse        |             |
| 2           | Laurent Heyvaert | Dorothée Tomasetig          | Jean-Paul Wahl            | Barbara Pirlet     | Josiane Leyre                   | Lorena Martinez Cifuentes | Stanislas de Lantsheere       | Laurence Smets         |             |
| 3           | Sophie Agapitos  | Jean-Albert Nyssens         | Sybille de Coster-Bauchau | Marc Devel         | Renaud Deveen                   | Jean-Pierre Rinschbergh   | Ria Breyne                    | Raehda Kabir           |             |
| 4           | Charles Traoré   | Anne-Françoise Désirant     | Olivier Maroy             | Carine Binard      | Véronique Vandegoor             | Michaëla Malpoix          | Didier Noirhomme              | Saskia Ghenne          |             |
| 5           | Aurélie Marechal | Mathieu Wautier             | Chantal Versmissen-Sollie | Dominique Panneels | Kevin Charlier                  | Michel Duval              | Stéphanie Van Lier            | Julien Gasiaux         |             |
| 6           | Clément Rey      | Christine Huenens           | Julien Breuer             | Gisèle Tordoir     | Catherine Payen                 | Josefina Inarejo Flores   | Yves Aché                     | Asma Boudouh           |             |
| 7           | Anne Dorselaer   | Vincent Garnie              | Stéphanie Bury-Hauchart   | Didier Dupas       | Mourad Abdelali                 | Marc van Campen           | Nadine Mainil                 | Samuel Bernard         |             |
| 8           | Philippe Evrard  | Evelyne Stinglhamber-Vanpée | Jordan Godfriaux          | Béatrice De Smet   | Marlène D'Hondt                 | Colette Nicolay           | Alain Decastiau               | Sophie Peeterbroeck    |             |
| Opvolgers   |                  |                             |                           |                    |                                 |                           |                               |                        |             |
| 1           | Cindy Duquesne   | Aurore Heuse                | Nicolas Janssen           | Stéphane Juseret   | Jean-Michel Duchenne            | Edwin Penninckx           | Simon Lefebvre                | Louison Renault        |             |
| 2           | Thierry Meunier  | Sébastien De Jonge          | Lyseline Louvigny         | Corinne Pletinckx  | Marilyne Leherte                | Patricia Van Walle        | Véronique Mouchenier          | Sophie Marcoux         |             |
| 3           | Julie Drossaert  | Marie-Céline Chenoy         | Nicolas Van der Maren     | Jean Schoufs       | Christian Ferdinand             | Romain Stéphany           | Alain Hubrecht                | Roger Henuset          |             |
| 4           | Werner Saussez   | Benjamin Goes               | Marie-Laure Maes          | Monika Genten      | Françoise Rossignol             | Séverine De Baets         | Isabelle Grauwels             | Tiffany Fevery         |             |
| 5           | Sese Kabanyegeye | Mariame Hichaux             | Cédric Gillis             | Jean Massün        | André Gyre                      | Serge Skrzypek            | Eric van der Stichelen-Rogier | Robin Perpète          |             |
| 6           | Olivier Collet   | Etienne Struyf              | Patricia Lebon            | Dominique Bataire  | Sophie Dupont                   | Claire Chaudoir           | Mireille De Maersschalck      | Rose-Marie Temperville |             |
| 7           | Hélène Morciaux  | Nicole Huygens-Jennebauve   | Tanguy Stuckens           | Cedric Grandmont   | Tanguy van den Branden de Reeth | Germain Coopmans          | Michel Fransquin              | Julien Dubois          |             |
| 8           | Basil Gomes      | Benoît Jacob                | Françoise Pigeolet        | Christine Laforêt  | Sonia Bossier                   | Gloria Gomez Matos        | Patricia Gellaerts            | Yéléna Matuziak        |             |

#### Kieskring Bergen
| Plaats      | Ecolo                            | cdH              | MR                | PP                | DéFI               | PTB               | Listes Destexhe    | PS                 |             |
| Effectieven | Effectieven                      | Effectieven      | Effectieven       | Effectieven       | Effectieven        | Effectieven       | Effectieven        | Effectieven        | Effectieven |
| ----------- | -------------------------------- | ---------------- | ----------------- | ----------------- | ------------------ | ----------------- | ------------------ | ------------------ | ----------- |
| 1           | Manu Disabato                    | Carlo Di Antonio | Jacqueline Galant | Ruddy Waselynck   | Nicolas Dubois     | John Beugnies     | Elisabeth Befumo   | Joëlle Kapompole   |             |
| 2           | Larissa Fontana                  | Manon Mogenet    | Richard Miller    | Christelle Albert | Audrey Vandewoude  | Maria Boutachidis | Christian Carlens  | Jean-Pierre Lepine |             |
| 3           | Guy Nita                         | Fabrice Despretz | Véronique Damée   | Gaetano Cardella  | Didier Golinveau   | Fabian André      | Nathalie Demory    | Florence Monier    |             |
| 4           | Aliénor Lefebvre                 | Lina Santolini   | Patrick Poli      | Patricia Donfut   | Gaetana Basile     | Thérèse Michels   | Julien Berkous     | Alexandre Todisco  |             |
| 5           | Julien Sablon                    | Cindy Beriot     | Muriel Cochez     | Luc Lowie         | Frédéric Hondekijn | Stéphane Levis    | Aurélie Rettori    | Norma Di Leone     |             |
| Opvolgers   |                                  |                  |                   |                   |                    |                   |                    |                    |             |
| 1           | Vincent Crépin                   | Pascal Baurain   | Florent Dufrane   | Bertrand Ducrot   | Lise Lefebvre      | Michel D'Hont     | François Hutin     | Joris Durignieux   |             |
| 2           | Livia Iwaszko                    | Opaline Meunier  | Noémie Paillot    | Dominique Henry   | Deny Lecocq        | Céline De Bruyn   | Carine Delhaye     | Manuella Senecaut  |             |
| 3           | Raphael Sarnelli                 | Yves André       | François Roosens  | Moran Damien      | Patricia Urbain    | Lucien Ferrarini  | Ludovicq Corthouts | Julien Donfut      |             |
| 4           | Brigitte Van Den Abeele-du Trieu | Laura Slovinec   | Fabienne Hannotte | Jacqueline Urbain | Marc Gillard       | Sandrine Leleux   | Ester Porcu        | Céline Honorez     |             |
| 5           | Clotilde Vallée                  | Lionel Pistone   | Olivier Mathieu   | Marie Bertieaux   | Pascal Gobeaux     | Andreas Grigorean | Roger Abrassart    | Stéphane Bernard   |             |

#### Kieskring Zinnik-La Louvière
| Plaats      | Ecolo                       | cdH                         | MR                     | PP                      | DéFI               | PTB                | Listes Destexhe       | PS                 |             |
| Effectieven | Effectieven                 | Effectieven                 | Effectieven            | Effectieven             | Effectieven        | Effectieven        | Effectieven           | Effectieven        | Effectieven |
| ----------- | --------------------------- | --------------------------- | ---------------------- | ----------------------- | ------------------ | ------------------ | --------------------- | ------------------ | ----------- |
| 1           | Valentine Place             | François Desquesnes         | Olivier Destrebecq     | Laurent Huriaux         | Emma Itoua         | Antoine Hermant    | Stève Flament         | Laurent Devin      |             |
| 2           | Marc Kievits                | Martine Paternostre-Liénard | Bénédicte Thibaut      | Madison Desmarez        | Frédéric Rochefort | Livia Lumia        | Linda Vandendaele     | Sophie Pécriaux    |             |
| 3           | Aurore Ponciau              | Benoit Deghorain            | Damien Sauvage         | Yves Glineur            | Rachel Malungu     | Alain Clement      | Cyril Baleine         | Michele Di Mattia  |             |
| 4           | José-Manuel Montero Redondo | Célestine Djicoune          | Marie-Christine Duhoux | Laurie Rigaux           | Gianmarco Persico  | Nathalie Pietquin  | Isabelle Carton       | Angélique Maucq    |             |
| 5           | Nancy Castillo              | Yves Guevar                 | Marc Verslype          | Valentin Huriaux        | Nicolas Dujardin   | Raimondo Abis      | Steeve Guille         | Philippe Dumortier |             |
| Opvolgers   |                             |                             |                        |                         |                    |                    |                       |                    |             |
| 1           | Lavdim Quashi               | Sébastien Deschamps         | Frédéric Maghe         | Pascal Wanekem          | Luc Gaudier        | Cédric Lecocq      | Nadine Parmentier     | Gerard Waterlot    |             |
| 2           | Christelle Dambremé         | Dominique Janssens          | Véronique Sgallari     | Angélique Lacaissaigne  | Véronique Diricq   | Saskia Deceuninck  | Florent Hendrickx     | Elisa Facco        |             |
| 3           | Eddy Parmentier             | Loris Resinelli             | Hubert Chapelain       | Robert Dehu             | Giovanni Sortino   | Giovanni Dell'Aera | Béatrice Bran         | Youcef Boughrif    |             |
| 4           | Mara Pavone                 | Muriel Deppe                | Florence Gary          | Marie-Christine Hautman | Audrey Rombouts    | Isabelle Derauw    | Antony Bondonga Ibeke | Julie Marcq        |             |
| 5           | Thomas Dawance              | Aurore Tourneur             | Charlotte Fontignie    | Carine Art              | Guy Cantraine      | Marcel Couteau     | Sabine Piet           | Nebih Alev         |             |

#### Kieskring Doornik-Aat-Moeskroen
| Plaats      | Ecolo                    | cdH                  | MR                | PP                                | DéFI                     | PTB                  | Listes Destexhe     | PS                     |             |
| Effectieven | Effectieven              | Effectieven          | Effectieven       | Effectieven                       | Effectieven              | Effectieven          | Effectieven         | Effectieven            | Effectieven |
| ----------- | ------------------------ | -------------------- | ----------------- | --------------------------------- | ------------------------ | -------------------- | ------------------- | ---------------------- | ----------- |
| 1           | Bénédicte Linard         | Mathilde Vandorpe    | Jean-Luc Crucke   | Anne-Dorothy de Jamblinne de Meux | Emmanuel Cornette        | Jori Dupont          | Jean-Marie Delfosse | Rudy Demotte           |             |
| 2           | Simon Varrasse           | Philippe Duvivier    | Alice Leeuwerck   | Jan Vanderkimpen                  | Marylène Brunelle        | Caroline Sénépart    | Béatrice Jorion     | Fatima Ahallouch       |             |
| 3           | Esther Ingabire Uwibambe | Ophélie Cuvelier     | Vincent Palermo   | Marie-Anne Diedens                | Stéphane Mercier         | Sandro Amalfi        | Vincenzo L'Erario   | Serge Hustache         |             |
| 4           | Nicolas Vanmeenen        | Jean Vandenberghe    | Laurence Feron    | Jean Panier                       | Laetitia De Mil          | Viviane Delannoy     | Céline Starquit     | Clarisse Cantillon     |             |
| 5           | Tatiana Stellian         | Chadia Bouayachi     | Benoit Mat        | Micheline Collyns                 | Renaud Garnier           | José Daumerie        | Francis Despotte    | Pascal De Handschutter |             |
| 6           | Emmanuel Ottevaere       | Jean-Jacques Pieters | Annelyse Deville  | Jean-François Demartin            | Anne Gheysens            | Bernadette Legrand   | Christiane D'Hondt  | Marie Piraux           |             |
| 7           | Constance Vander Maren   | Ann Cloet-Faingnaert | Stéphane Delfosse | Sonia Decruyenaere                | François Schietse        | Thibault Morel       | Marcel Anseau       | Dominique Rochette     |             |
| Opvolgers   |                          |                      |                   |                                   |                          |                      |                     |                        |             |
| 1           | Laurent Agache           | Nicolas Dumont       | Véronique Durenne | Guy Hoeck                         | Gery Baele               | Jean-Pierre Nys      | Nicola L'Erario     | Dorothée De Rodder     |             |
| 2           | Chloé Deltour            | Christine Leroy      | Hervé Cornillie   | Kathy Pevenage                    | Gwendolyn Dehantschutter | Dominique Martin     | Véronique Lecocq    | Luc Van der Stichelen  |             |
| 3           | Laurent Courtois         | Alexandre Boitte     | Muriel Delcroix   | Benoit Labrique                   | Christian Mahieu         | Michel Mommerency    | Luc Gorrez          | Laetitia Liénard       |             |
| 4           | Eglantine Gossuin        | Adeline Capart       | Bastien Marlot    | Anaïs Godfriaux                   | Anne Duhain              | Marie François       | Melissa Jacquart    | Christophe Deville     |             |
| 5           | François Otten           | Oger Brassart        | Catherine Rasmont | Jean Evens                        | Nathan Willems           | Louis Nedved         | Tse-hsine Tchen     | Kheltoum Marir         |             |
| 6           | Adrienne Roman           | Christelle Loiselet  | Philippe Bracaval | Aline Vandensteen                 | Rolande Sadin            | Alice Delannoy       | Danielle Anseau     | David Werquin          |             |
| 7           | Philippe Mouton          | Jean Delestrain      | Violaine Herbaux  | Francis Villet                    | Bernard Robette          | Christian Gandibleux | Maria Sturiale      | Quentin Huart          |             |

#### Kieskring Charleroi-Thuin
| Plaats      | Ecolo               | cdH                | MR                   | PP                      | DéFI                   | PTB                     | Listes Destexhe     | PS                       |             |
| Effectieven | Effectieven         | Effectieven        | Effectieven          | Effectieven             | Effectieven            | Effectieven             | Effectieven         | Effectieven              | Effectieven |
| ----------- | ------------------- | ------------------ | -------------------- | ----------------------- | ---------------------- | ----------------------- | ------------------- | ------------------------ | ----------- |
| 1           | Christophe Clersy   | Julien Matagne     | Nicolas Tzanetatos   | Thibaut Decoster        | Jean-Noël Gillard      | Germain Mugemangango    | Benoît Legros       | Paul Furlan              |             |
| 2           | Vinciane Ruelle     | Caroline Desalle   | Rachel Sobry         | Christine Van Den Bergh | Ingrid Colicis         | Amandine Pavet          | Raymonde Schaeck    | Latifa Gahouchi          |             |
| 3           | Vincent Debruyne    | Johan Pétré        | Adrien Dolimont      | Stève Maloteau          | Maklouf Galoul         | Christian Viroux        | Patrick Thoron      | Mourad Sahli             |             |
| 4           | Marine Biset        | Véronique Couture  | Aurore Goossens      | Nancy Ronsse            | Kathy De Stercke       | Julie Vincke            | Carine Gahide       | Virginie Gonzalez Moyano |             |
| 5           | Luc Parmentier      | Nejmi Serdar       | Philippe Knaepen     | Jonathan Salvé          | Philippe De Neef       | Vincent De Witte        | Yvan Martin         | Serdar Kilic             |             |
| 6           | Alexandra Dehez     | Simone De Gendt    | Aurélie Nkasa Liloko | Maryline Van Hellemont  | Maria Mignone          | Maïte Teixeira de Pinho | Marguerite Waterlot | Virginie Geeraerts       |             |
| 7           | Basile Desgain      | Eric Thiry         | Tanguy Dardenne      | Jérémy Busine           | Sébastien Renquin      | David Dupire            | Georges Cambron     | Olivier Henry            |             |
| 8           | Chantal Doffiny     | Carine Haubruge    | Véronique Thomas     | Isabelle Hoquet         | Antonietta Cascitelli  | Aurélie Otte            | Nicole Boon         | Isabella Greco           |             |
| 9           | Jean-Marc Monin     | Tanguy Luambua     | Franck Goffaux       | Sébastien Philippe      | Philippe Vanhadenhoven | Emile Vassart           | Michel Vangertruy   | Philippe Blanchart       |             |
| 10          | Zaïna Ihirrou       | Barbara Osselaer   | Marie Knoops         | Raymonde Legroux        | Isabelle Noël          | Jamila Ammi             | Zoigsa Papadopoulos | Laurence Meire           |             |
| Opvolgers   |                     |                    |                      |                         |                        |                         |                     |                          |             |
| 1           | Sandra Gily         | Jean-Marc Poullain | Yves Binon           | Dave Podolski           | Christel Micelli       | Jean Callebaut          | Christine Manand    | Maxime Hardy             |             |
| 2           | Sebastien Brousse   | Pauline Piérart    | Florence Cauchie     | Deborah Remy            | Bruno Renard           | Katrin Davidts          | Camille Nuytens     | Sophie Mengoni           |             |
| 3           | Aurélie Hauben      | Steven Royez       | Emmanuel Wart        | Dany Kindt              | Amandine Fosty         | Dorian Burnotte         | Jossianne Michaux   | Alpaslan Beklevic        |             |
| 4           | Renaud Glinne       | Lydie Beugnier     | Dominique Nicolas    | Patricia Payen          | Bruno Vanhemelryck     | Christiane Drumel       | Gérard Maton        | Véronique Riez           |             |
| 5           | Carine Bouwens      | Bruno Patte        | Philippe Lannoo      | Joseph Bisschop         | Ludivine Schmelzer     | Renaud Calvo Gil        | Susi Piria          | Gaëtan Bangisa           |             |
| 6           | Benoît Van de Perre | Pauline Prös       | Tatiana Gabrielli    | Sabrina Vanhemelen      | Dimitri Marit          | Nora Hebbache           | Alex Navaux         | Amandine Sautier         |             |
| 7           | Hélène Charles      | Thibaud Lecut      | Emmanuel Wiard       | Frédéric Parée          | Melissa De Neef        | Eric Hufkens            | Charlotte Defrène   | Karim Chaïbaï            |             |
| 8           | Maxime Michel       | Sylviane Mongiello | Gülten Albaktemur    | Lolly Derycke           | Denis Dupont           | Rosaria Cazzetta        | Marcel Dethier      | Cornella Iacona          |             |
| 9           | Patricia Vanespen   | Albert Frère       | Michel Siciliano     | Jean Vanstichel         | Anita Vermeire         | Jean-Marie Renaux       | Sylvie Bocace       | Marcellin Marchal        |             |
| 10          | Paul Timmermans     | Véronique Salvi    | Ludivine Taquin      | Nicoline Job            | Nathan Mariotti        | Géraldine Salmon        | Doriano Brivitello  | Babette Jandrain         |             |

#### Kieskring Aarlen-Marche-Bastenaken-Neufchâteau-Virton
| Plaats      | Ecolo                 | cdH                       | MR                   | PP                  | DéFI                                | PTB                | Listes Destexhe      | PS                      |             |
| Effectieven | Effectieven           | Effectieven               | Effectieven          | Effectieven         | Effectieven                         | Effectieven        | Effectieven          | Effectieven             | Effectieven |
| ----------- | --------------------- | ------------------------- | -------------------- | ------------------- | ----------------------------------- | ------------------ | -------------------- | ----------------------- | ----------- |
| 1           | Jean-Philippe Florent | René Collin               | Willy Borsus         | Jean-François Thiry | Jasmine Arendt                      | Alain Nicolas      | Bertrand de Craecker | Philippe Courard        |             |
| 2           | Coralie Paul          | Anne-Catherine Goffinet   | Anne Laffut          | Isabelle Wattiaux   | Jean-Claude Cremer                  | Magali Hausser     | Julie Decker         | Véronique Biordi-Taddei |             |
| 3           | François Rion         | Yves Degeye               | Michel Jacquet       | Philippe Loneux     | Jocelyne Franssen                   | Michel Bovy        | Wouter Liekens       | Timothé Denis           |             |
| 4           | Brigitte Pétré        | Catherine Mathelin        | Stéphanie De Wachter | Murielle Lambrechts | Thibault De Ridder                  | Irina Tamby        | Lindsay Brichard     | Françoise Caprasse      |             |
| 5           | Adrien Hotton         | Loïc Pierrard             | Yves Besseling       | Marc Dupont         | Marie Brasseur                      | Bernard Bissen     | Mathieu Delforge     | Lucas Schamno           |             |
| 6           | Annie Goffin          | Véronique Léonard-Dutroux | Carole Janssens      | Martine Legrand     | Jean-Marc Lambert                   | Catherine Cowé     | Sarah Heymans        | Séverine Pierret-Burton |             |
| Opvolgers   |                       |                           |                      |                     |                                     |                    |                      |                         |             |
| 1           | Nicole Graas          | Coralie Bonnet            | Yves Evrard          | Thierry Preumont    | Sébastien Pecheur                   | Zoran Bozjakovic   | Mireille Sokoloff    | Malika Sonnet           |             |
| 2           | André Chanteux        | Michel Mullens            | Laura Debatty        | Viviane Ravet       | Carine Pinson                       | Elise Noël         | Gilbert Delporte     | Franck Istace           |             |
| 3           | Lieve Van Buggenhout  | Véronique Balthazard      | Eric Lejeune         | André Lallemand     | Jacques Dujardin                    | Stéphane Dessoy    | Véronique Grandjean  | Martine Simon           |             |
| 4           | Corentin Genotte      | Léon Collin               | Edwige Frisch        | Leila Belhadi       | Véronique Dominicus-Van Den Bussche | Aurélie Kimmes     | Christophe Spoiden   | Philippe Lefebvre       |             |
| 5           | Claudia Massot        | Isabelle Michel           | Henri Thiry          | Philippe Vilain     | Philippe Gatelier                   | Ghislain Tas       | Monique Misonne      | Nathalie Heyard-Ughi    |             |
| 6           | Hugues Pierrard       | François Kinard           | Caroline Lecomte     | Olga Voytovych      | Véronique Willems                   | Marie-Josée Margan | Cédric Sacre         | Francis Steifer         |             |

#### Kieskring Luik
| Plaats      | Ecolo                  | cdH                      | MR                        | PP                    | DéFI                               | PTB                 | Listes Destexhe       | PS                      |             |
| Effectieven | Effectieven            | Effectieven              | Effectieven               | Effectieven           | Effectieven                        | Effectieven         | Effectieven           | Effectieven             | Effectieven |
| ----------- | ---------------------- | ------------------------ | ------------------------- | --------------------- | ---------------------------------- | ------------------- | --------------------- | ----------------------- | ----------- |
| 1           | Veronica Cremasco      | Alda Greoli              | Philippe Dodrimont        | Vanessa Cibaur        | Camille Périlleux                  | Alice Bernard       | André-Pierre Puget    | Jean-Claude Marcourt    |             |
| 2           | Olivier Bierin         | Jean-Denis Lejeune       | Diana Nikolic             | Patrick Gonay         | Léon Beuken                        | Julien Liradelfo    | Renée Kamps           | Christie Morreale       |             |
| 3           | Daphné Wislez          | Christine Mottart        | Fabian Culot              | Chantal Deltour       | Catherine Dubois                   | Laure Lekane        | Salvatore Scarciotta  | Mauro Lenzini           |             |
| 4           | Mehdi Bouacida         | Vincent Moyse            | Séverine Philippens-Thiry | Luc de Swart          | Serge Thibautgeorges               | Manu Nihon          | Adeline Joskin        | Sabine Roberty          |             |
| 5           | Assia Moukkas          | Sylvia De Jonghe         | Laurent Radermecker       | Aurélie Schoumaker    | Fatima Bourouaha                   | Liliane Picchietti  | Steve Counet          | Ernur Colak             |             |
| 6           | Philippe Renard        | Paul Ernoux              | Clara Todaro              | François Engelen      | François Louis-Vlassis             | Pascal Biesmans     | Muriel Monis          | Isabelle Cappa          |             |
| 7           | Sybille Mertens        | Anne Ghaye               | Fuat Agirbas              | Stéphanie Firquet     | Julie Schleifer                    | Fernande Servais    | José Paulussen        | Thierry Witsel          |             |
| 8           | Johan Tirtiaux         | Julien Etienne           | Stéphanie Monfort         | Jean-Michel Mayeresse | Olivier Schlaks                    | Daniel Limbioul     | Audrey Soumagne       | Sarah El Hasnaoui       |             |
| 9           | Aline De Barros        | Fiona Krins              | Alain Collienne           | Sandrine Dupont       | Adeline Zurstrassen                | Giulia Pirard       | Joseph Rigô           | Waziri Ilou Barma       |             |
| 10          | Jean-François Verjans  | Christian Javaux         | Linda Gettino             | Daniel Trips          | Adrien Dillen                      | Frédérick Belli     | Veronique Detiège     | Marie-Virginie Brimbois |             |
| 11          | Isabelle Bonazza       | Khadija Tentaoui Elaraqi | Patrick Philippe          | Françoise Humblet     | Anne-Catherine Lacrosse            | Céline Fassotte     | Pierre Dessers        | Sébastien Doutreloup    |             |
| 12          | José Daras             | Jean-Christophe Henon    | Marie-Jeanne Lola         | Angelo Castagna       | Tarek Boudaoud                     | Donavan Willems     | Marie Piette          | Isabelle Humblet        |             |
| 13          | Philippe Henry         | Carine Clotuche          | Paul Kaba                 | Marie Maréchal        | André Sauvage                      | David Ambrosio      | Sébastien Neyens      | Francis Gomez           |             |
| Opvolgers   |                        |                          |                           |                       |                                    |                     |                       |                         |             |
| 1           | Claudy Mercenier       | Benjamin Bodson          | Thomas Cialone            | Sébastien Renard      | Thomas Dechaineux                  | Annick Gérard       | Paul Deralleux        | Laurent Léonard         |             |
| 2           | Cécile Petit           | Vinciane Pirmolin        | Anne Thans-Debruge        | Dominique Roucourt    | Zeinab Dia                         | David Reina         | Karoline Sohet        | Zoé Istaz-Slangen       |             |
| 3           | Mehdi Bouzalgha        | Serge Ernst              | Audrun Brouns             | Angela Giannico       | Serge Peret                        | Aurélie Stock       | Nathan Costalunga     | Fabien Bertrand         |             |
| 4           | Elodie Carnevali       | Julie Colemans           | Pascale Otoul             | Anicée Verhagen       | Rosine Ingabire                    | Hervé Noel          | Rose Helman           | Caroline Heylen         |             |
| 5           | Maurizio Passanisi     | Philippe Lamalle         | Adrien Croisier           | Patrice Eggen         | Michel Cordonnier                  | Aurélie Daenen      | Daniel Chot           | Pierre Etienne          |             |
| 6           | Caroline Cuesta Cordon | Annick Grandjean         | Sandra Belhocine          | France Snyders        | Marina Wick                        | Michel Fissette     | Regina Ramanzotti     | Marina Libertiaux       |             |
| 7           | Fabian Doyen           | Kabirou Oumarou Amadou   | Yves Trillet              | Franco Todaro         | Fabrice Langen                     | Jacqueline De Smedt | Jean-François Floymon | Christopher Sortino     |             |
| 8           | Nathalie François      | Martine Lejeune          | Sophie Michotte           | Gabrielle Hengels     | Claire Lorent                      | Merlin Leonard      | Dominique Demarche    | Catherine Schlitz       |             |
| 9           | David Beckers          | Abdelali Mernissi        | Thierry Wesley Delaval    | Philippe Meunier      | Valentin Derouwaux                 | Eva Meeùs           | David Lecocq          | Vincent Demonty         |             |
| 10          | Camille Godfraind      | Jessica Gallo            | Sylvie Kouame             | Emmanuelle Brivitello | Awa Ba                             | Lucien Laeners      | Clémence Cohen        | Yamina Meziani          |             |
| 11          | Christophe Verbeeren   | Fabrice Merola           | Fabrice Drèze             | Alain Ramackers       | Romain Stassart                    | Barbara Tuna        | Frédéric Renard       | Thibaud Smolders        |             |
| 12          | Anne Dister            | Laure Malherbe           | Anne-Catherine Flagothier | Christine Maclot      | Jacqueline Britte                  | François Ferrara    | Kimberley De Clercq   | Edith Bertholet         |             |
| 13          | Quentin le Bussy       | Michel de Lamotte        | Virginie Defrang-Firket   | Paolo Piccinelli      | Charles-Philippe-Emmanuel Beaujean | Laura Leon Fanjul   | Pascal Dinsart        | Déborah Geradon         |             |

#### Kieskring Hoei-Borgworm
| Plaats      | Ecolo              | cdH                        | MR                                | PP                   | DéFI              | PTB                    | Listes Destexhe     | PS                   |             |
| Effectieven | Effectieven        | Effectieven                | Effectieven                       | Effectieven          | Effectieven       | Effectieven            | Effectieven         | Effectieven          | Effectieven |
| ----------- | ------------------ | -------------------------- | --------------------------------- | -------------------- | ----------------- | ---------------------- | ------------------- | -------------------- | ----------- |
| 1           | Rodrigue Demeuse   | Damien Wathelet            | Caroline Cassart-Mailleux         | Adrien Bajoux        | Grégory Vidal     | Maxime Tondeur         | Jonathan Maerckaert | Christophe Collignon |             |
| 2           | Géraldine Blavier  | Françoise Kunsch-Lardinoit | Manu Douette                      | Mélanie Scandereberg | Myriam Renard     | Patricia Noben         | Anne Vandenheede    | Stéphanie Kiproski   |             |
| 3           | Luc Viatour        | Xavier Lisein              | Morgane Siplet                    | Arthur Barbiaux      | Patrick Thomas    | Marc Denonville        | Stéphane Malemprée  | Vincent Burton       |             |
| 4           | Isabelle Denys     | Séverine Bovy-Simon        | Raphaël Dubois                    | Monique Leroux       | Sara Fossion      | Céline Mendels-Flandre | Tuong-Vi Dang       | Virginie Di Notte    |             |
| Opvolgers   |                    |                            |                                   |                      |                   |                        |                     |                      |             |
| 1           | Cecile Bertrand    | Benoît Cartilier           | Thomas Roland                     | Claude Paygnard      | Daniel Laurent    | Sophie Gaspard         | Yve Debens          | Eric Lomba           |             |
| 2           | Johan Volont       | Marie Pauly-Fabry          | Nathalie Klée                     | Aurélie Bassichet    | Valérie Didion    | Gregory Piron          | Céline Menchior     | Christelle Guise     |             |
| 3           | Julie Faniel       | Jean-François Wanten       | Philippe Mordant                  | Dorian Haquet        | Christophe Rorive | Jessica Paquot         | Kevin Plainevaux    | Frédéric Léonard     |             |
| 4           | Jean-Michel Javaux | Marie-Claire Binet         | Caroline Laruelle-Van Kerrebroeck | Véronique Letroye    | Mirianne Malherbe | Ruben Garcia Otero     | Diana Janski        | Christine Lenaerts   |             |

#### Kieskring Verviers
| Plaats      | Ecolo                   | cdH                   | MR                  | PP                  | DéFI               | PTB                  | Listes Destexhe            | PS                |             |
| Effectieven | Effectieven             | Effectieven           | Effectieven         | Effectieven         | Effectieven        | Effectieven          | Effectieven                | Effectieven       | Effectieven |
| ----------- | ----------------------- | --------------------- | ------------------- | ------------------- | ------------------ | -------------------- | -------------------------- | ----------------- | ----------- |
| 1           | Anne Kelleter           | Marie-Martine Schyns  | Pierre-Yves Jeholet | Bruno Berrendorf    | Daniel Beaupain    | Samuel Nemes         | Jean-Pierre Larose         | André Frédéric    |             |
| 2           | Hajib El Hajjaji        | Simon Dethier         | Christine Mauel     | Irène Dederichs     | Nadine Degée       | Magali Hausser       | Roxana Gutierrez Rodriguez | Sonja Cloot       |             |
| 3           | Doris Quadflied         | Maria Capocci         | Fabien Legros       | Marc Gerombeau      | Sébastien Dessoy   | Michel Bovy          | Philippe Klein             | Ersel Kaynak      |             |
| 4           | Fabrice Léonard         | Jonathan Deckers      | Michelle Habets     | Geneviève Jacobs    | Jeanne Bollen      | Irina Tamby          | Amanda Gaspard             | Julie Beckers     |             |
| 5           | Martine Endron          | Anne Lignoul          | Bertrand Thomas     | Laurent Lorquet     | Dimitri Cordonnier | Bernard Bissen       | Bernard Delatte            | Konda Lukoki      |             |
| 6           | Dorian Kempeneers       | Marcel Henn           | Nathalie Levêque    | Brigitte Roudelet   | Denise Sotrez      | Catherine Cowé       | Julie Pressia              | Melanie Blesgen   |             |
| Opvolgers   |                         |                       |                     |                     |                    |                      |                            |                   |             |
| 1           | Matthieu Daele          | Robert Nelles         | Charles Gardier     | Eric Van Renterghem | Bruno Nicolay      | László Schoonbrodt   | Steve Landrain             | Véronique Bonni   |             |
| 2           | Nezha Darraji           | Valentine Bourgeois   | Stéphanie Cortisse  | Vanessa Berrendorf  | Claire Joye        | Alexia Magis         | Rita Galasse               | Didier Nyssen     |             |
| 3           | Jordan Pirson           | Jean-François Denis   | Jean-Luc Nix        | Jacques Huet        | Bruno Poswick      | André Robert         | Kevin Hustings             | Natacha Mossoux   |             |
| 4           | Céline Demonceau        | Sandra Houben-Meessen | Tina Freches        | Claire Ubbiali      | Marija Matula      | Nathalie Schoonbrodt | Marianne Vanhengel         | Baptiste Grignard |             |
| 5           | Michel Neumann          | Léon Stassen          | Michel Fransolet    | Nicolas Lejeune     | Geoffrey Bisiaux   | Henri Bartholoméus   | Arnaud Palmaers            | Sylvia Belly      |             |
| 6           | Dorothea Schwall-Peters | Astrid Bastin         | Donatienne Solheid  | Véronique Bobon     | Nathalie Piret     | Madisson Finck       | Jennifer Painblanc         | Bernard Mercenier |             |

#### Kieskring Namen
| Plaats      | Ecolo             | cdH                       | MR                | PP                      | DéFI                | PTB                  | Listes Destexhe   | PS                          |             |
| Effectieven | Effectieven       | Effectieven               | Effectieven       | Effectieven             | Effectieven         | Effectieven          | Effectieven       | Effectieven                 | Effectieven |
| ----------- | ----------------- | ------------------------- | ----------------- | ----------------------- | ------------------- | -------------------- | ----------------- | --------------------------- | ----------- |
| 1           | Stéphane Hazée    | Benoît Dispa              | Sabine Laruelle   | Fabrice Nemery          | Monique Félix       | Anouk Vandevoorde    | Laurence Genot    | Jean-Charles Luperto        |             |
| 2           | Valérie Delporte  | Charlotte Bazelaire       | Gilles Mouyard    | Alberte Brassinne       | Claude Vermeir      | Karl Boulanger       | Benjamin Dubucq   | Gwenaëlle Grovonius         |             |
| 3           | Thibaut Jacquet   | Christophe Gilon          | Coraline Absil    | Guy Vandurme            | Severine Finet      | Sylvie Dachet        | Diba Lobognon     | Vincent Sampaoli            |             |
| 4           | Laetitia Fain     | Laurie Spineux            | Simon Lacroix     | Kiara Gonzalez Gonzalez | Frederic Delcommène | Cédric Libert        | Patrick Cambien   | Nermin Kumanova             |             |
| 5           | Arnaud Deflorenne | Pierre Collard-Bovy       | Caroline Allard   | William Quartier        | Amandine Hester     | Muriel Simonart      | Régine Birger     | Pierre Seron                |             |
| 6           | Béatrice Minne    | Christelle Plomteux       | Bernard Guillitte | Sarah Midadi            | Callogero Mendola   | Jean-François Lenoir | David Ferber      | Sylvie Michel               |             |
| 7           | Christine Halut   | Yves Delforge             | Anne Romainville  | Yves Sautois            | Amaury Alexandre    | Axelle Thirifays     | Eliane Baurin     | Paul Wattecamps             |             |
| Opvolgers   |                   |                           |                   |                         |                     |                      |                   |                             |             |
| 1           | Bénédicte Rochet  | Isabelle Moinnet-Joiret   | Laurent Henquet   | Béatrice Cambier        | Philippe Kerbusch   | Valery Mathieu       | Stéphane Wathelet | Fabian Martin               |             |
| 2           | Jean-Luc Revelard | Philippe Mattart          | Isabelle Magnée   | Alban Smeets            | Gisèle Generet      | Véronique Léonard    | Jacqueline Delaby | Laura Bioul                 |             |
| 3           | Laure Van Mello   | Dorothée Klein            | Arnaud Maquille   | Bernadette Cornet       | Sébastien Strazzer  | Etienne Hilson       | Christian Mupoyi  | Jean-Louis Close            |             |
| 4           | Bernard Dubuisson | Philippe Vautard          | Sarah Geens       | Stéphane Gustin         | Pamela Najwer       | Amina Saidi          | Béatrice Colard   | Betty Hainaut               |             |
| 5           | Rachelle Vafidis  | Bernadette Mineur-Crémers | Luc Delire        | Liliane Legrand         | Bernard Dacier      | Alain Delsaux        | Nicolas Conotte   | Jordy Carlier               |             |
| 6           | Philippe Defeyt   | Dany Weverbergh           | Stéphanie Thoron  | Alain Robert            | Agnès Kabarere      | Julie Dielis         | Luciane Bacq      | Isabelle Doneux-Paindaveine |             |
| 7           | Romane Marchal    | Geneviève Lazaron         | Luc Gennart       | Monique Boulard         | Daniel Arteman      | Éric Victor Gillard  | Albert Ramaekers  | Hélène Pauss                |             |

#### Kieskring Dinant-Philippeville
| Plaats      | Ecolo             | cdH                  | MR                 | PP                  | DéFI              | PTB                  | Listes Destexhe      | PS                   |             |
| Effectieven | Effectieven       | Effectieven          | Effectieven        | Effectieven         | Effectieven       | Effectieven          | Effectieven          | Effectieven          | Effectieven |
| ----------- | ----------------- | -------------------- | ------------------ | ------------------- | ----------------- | -------------------- | -------------------- | -------------------- | ----------- |
| 1           | France Masai      | Christophe Bastin    | François Bellot    | Abel Gouverneur     | Patrick Pynnaert  | Didier Lottin        | Denis Wauthier       | Pierre-Yves Dermagne |             |
| 2           | Raphaël Frédérick | Anne-Caroline Burnet | Françoise Mathieux | Katayoun Afzalian   | Alison Dumortier  | Nancy Demol          | Adeline De Vestele   | Christine Poulin     |             |
| 3           | Lina Porrovecchio | Marc Lejeune         | Richard Fournaux   | Christophe Quettier | Axel Bereau       | Bruno Denis          | Robert Jacquet       | Claude Bultot        |             |
| 4           | Martin Fanuel     | Christine Bador      | Valérie Lecomte    | Maryse Matz         | Emilie Sizaire    | Laurence Kwanten     | Jacqueline Toussaint | Annick Duchesne      |             |
| Opvolgers   |                   |                      |                    |                     |                   |                      |                      |                      |             |
| 1           | Claudy Lottin     | Stéphane Lasseaux    | Frédérick Botin    | Eddy Hudsyn         | Malika Fivet      | Jean-François Michel | Francis Michel       | Eddy Fontaine        |             |
| 2           | Cheila Olix       | Camille Castaigne    | Laetitia Brogniez  | Ann Franquet        | Vincent Mathieu   | Florence Dechamps    | Audrey Jadot         | Audrey Bernard       |             |
| 3           | Antoine Mariage   | Claudy Noiret        | Philippe Bultot    | Marcel Moortgat     | Magaly Deblaere   | André Delpierre      | Philippe Westhovens  | Jérôme Anceau        |             |
| 4           | Delphine Claes    | Laurence Daffe       | Mélanie Havenne    | Jeanine Petit       | Christophe Dubois | Marguerite Camby     | Estelle Kabwagira    | Viviane Delizée      |             |

## Uitslagen

### Wallonië
Dit is de uitslag voor geheel Wallonië.
| Partij               | Partij               | 2019      | 2019  | 2019   | 2014 | 2014   | verschil |
| Partij               | Partij               | stemmen   | %     | zetels | %    | zetels | zetels   |
| -------------------- | -------------------- | --------- | ----- | ------ | ---- | ------ | -------- |
|                      | PS                   | 532.422   | 26,17 | 23     | 30,9 | 30     | -7       |
|                      | MR                   | 435.878   | 21,42 | 20     | 26,7 | 25     | -5       |
|                      | Ecolo                | 294.631   | 14,48 | 12     | 8,6  | 4      | +8       |
|                      | PTB                  | 278.343   | 13,68 | 10     | 5,8  | 2      | +8       |
|                      | CdH                  | 223.775   | 11,00 | 10     | 15,2 | 13     | -3       |
|                      | DéFI                 | 84.219    | 4,14  | 0      | 2,5  | 0      | -        |
|                      | PP                   | 74.622    | 3,67  | 0      | 4,9  | 1      | -1       |
|                      | Listes Destexhe      | 30.878    | 1,52  | 0      | -    | -      | -        |
|                      | Overige              | 80.045    | 3,94  | 0      | 5,5  | 0      | -        |
| Totaal Geldig        | Totaal Geldig        | 2.034.813 | 100,0 | 75     |      | 75     |          |
| Blanco & Ongeldig    | Blanco & Ongeldig    | 185.630   | 8,36  |        |      |        |          |
| Totaal Stemmen       | Totaal Stemmen       | 2.220.443 | 100%  |        |      |        |          |
| Ingeschreven Kiezers | Ingeschreven Kiezers | 2.563.033 | 100%  |        |      |        |          |

### Uitslagen per provincie
Hoewel de verkiezingen plaatsgrijpen op het niveau van de kieskring, vindt de apparentering plaats op het niveau van de provincie. Bovendien bestaan de provincies Waals-Brabant en Luxemburg uit slechts één kieskring (namelijk Nijvel en Aarlen-Marche-Bastenaken-Neufchâteau-Virton).

#### Henegouwen
Dit is de uitslag voor de provincie Henegouwen.
| Henegouwen           | Henegouwen           | Henegouwen | Henegouwen | Henegouwen | Henegouwen | Henegouwen | Henegouwen |
| Partij               | Partij               | 2019       | 2019       | 2019       | 2014       | 2014       | verschil   |
| Partij               | Partij               | stemmen    | %          | zetels     | %          | zetels     | zetels     |
| -------------------- | -------------------- | ---------- | ---------- | ---------- | ---------- | ---------- | ---------- |
|                      | PS                   | 239.616    | 33,23      | 11         | 38,2       | 15         | -4         |
|                      | MR                   | 122.336    | 16,97      | 5          | 22,2       | 8          | -3         |
|                      | PTB                  | 115.073    | 15,96      | 5          | 5,8        | 0          | +5         |
|                      | Ecolo                | 83.938     | 11,64      | 3          | 6,7        | 0          | +3         |
|                      | CdH                  | 63.296     | 8,78       | 3          | 12,8       | 5          | -2         |
|                      | PP                   | 27.361     | 3,79       | 0          | 4,8        | 0          | -          |
|                      | DéFI                 | 26.907     | 3,73       | 0          | 2,3        | 0          | -          |
|                      | Listes Destexhe      | 8.900      | 1,23       | 0          | -          | -          | -          |
|                      | Overige              | 33.628     | 4,66       | 0          | 7,25       | 0          | -          |
| Totaal Geldig        | Totaal Geldig        | 721.055    | 100,0      | 27         |            | 28         | -1         |
| Blanco & Ongeldig    | Blanco & Ongeldig    | 75.523     | 9,48       |            |            |            |            |
| Totaal Stemmen       | Totaal Stemmen       | 796.578    | 100%       |            |            |            |            |
| Ingeschreven Kiezers | Ingeschreven Kiezers | 923.330    | 100%       |            |            |            |            |

Verkozenen:
Kieskring Bergen (5)
| - Joëlle Kapompolé (PS, 12.498) - Jacqueline Galant (MR, 8.742) - Jean-Pierre Lepine (PS, 8.605) | - John Beugnies (PTB, 3.383) - Manu Disabato (Ecolo, 2.250) |

Kieskring Charleroi-Thuin (10)
| - Paul Furlan (PS, 23.203) - Germain Mugemangango (PTB, 7.232) - Nicolas Tzanetatos (MR, 7.177) - Philippe Blanchart (PS, 6.035) - Mourad Sahli (PS, 5.522) | - Latifa Gahouchi (PS, 5.494) - Julien Matagne (cdH, 4.337) - Rachel Sobry (MR, 3.860) - Amandine Pavet (PTB, 3.149) - Christophe Clersy (Ecolo, 3.065) |

Kieskring Doornik-Aat-Moeskroen (7)
| - Rudy Demotte (PS, 21.986) - Jean-Luc Crucke (MR, 18.400) - Mathilde Vandorpe (cdH, 6.051) - Fatima Ahallouch (PS, 4.362) | - Bénédicte Linard (Ecolo, 4.338) - Alice Leeuwerck (MR, 3.799) - Jori Dupont (PTB, 3.007) |

Kieskring Zinnik-La Louvière (5)
| - Laurent Devin (PS, 15.982) - Sophie Pécriaux (PS, 7.836) - Antoine Hermant (PTB, 4.067) | - Michele Di Mattia (PS, 3.769) - François Desquesnes (cdH, 2.978) |

#### Luik
Dit is de uitslag voor de provincie Luik.
| Luik                 | Luik                 | Luik    | Luik  | Luik   | Luik | Luik   | Luik     |
| Partij               | Partij               | 2019    | 2019  | 2019   | 2014 | 2014   | verschil |
| Partij               | Partij               | stemmen | %     | zetels | %    | zetels | zetels   |
| -------------------- | -------------------- | ------- | ----- | ------ | ---- | ------ | -------- |
|                      | PS                   | 154.893 | 25,47 | 7      | 30,1 | 8      | -1       |
|                      | MR                   | 124.103 | 20,41 | 6      | 25,7 | 7      | -1       |
|                      | Ecolo                | 93.921  | 15,45 | 4      | 9,3  | 2      | +2       |
|                      | PTB                  | 93.293  | 15,34 | 4      | 8,3  | 2      | +2       |
|                      | CdH                  | 56.816  | 9,34  | 2      | 13,2 | 3      | -1       |
|                      | PP                   | 26.047  | 4,28  | 0      | 5,5  | 1      | -1       |
|                      | DéFI                 | 23.144  | 3,81  | 0      | 2,2  | 0      | -        |
|                      | Listes Destexhe      | 9.955   | 1,64  | 0      | -    | -      | -        |
|                      | Overige              | 25.197  | 4,26  | 0      | 5,8  | 0      | -        |
| Totaal Geldig        | Totaal Geldig        | 608.089 | 100,0 | 23     |      | 23     | -        |
| Blanco & Ongeldig    | Blanco & Ongeldig    | 54.168  | 8,18  |        |      |        |          |
| Totaal Stemmen       | Totaal Stemmen       | 662.257 | 100%  |        |      |        |          |
| Ingeschreven Kiezers | Ingeschreven Kiezers | 777.418 | 100%  |        |      |        |          |

Verkozenen:
Kieskring Hoei-Borgworm (4)
| - Christophe Collignon (PS, 11.579) - Caroline Cassart-Mailleux (MR, 9.003) | - Manu Douette (MR, 7.010) - Rodrigue Demeuse (Ecolo, 3.518) |

Kieskring Luik (13)
| - Jean-Claude Marcourt (PS, 28.807) - Alice Bernard (PTB, 14.967) - Christie Morreale (PS, 13.287) - Philippe Dodrimont (MR, 12.516) - Veronica Cremasco (Ecolo, 8.970) - Thierry Witsel (PS, 6.975) - Alda Greoli (cdH, 6.146) | - Diana Nikolic (MR, 5.736) - Sabine Roberty (PS, 5.642) - Mauro Lenzini (PS, 5.452) - Julien Liradelfo (PTB, 3.829) - Laure Lekane (PTB, 3.276) - Olivier Bierin (Ecolo, 2.577) |

Kieskring Verviers (6)
| - Pierre-Yves Jeholet (MR, 16.627) - André Frédéric (PS, 8.476) - Marie-Martine Schyns (cdH, 7.453) | - Anne Kelleter (Ecolo, 6.421) - Christine Mauel (MR, 4.647) - Samuel Nemes (PTB, 2.736) |

#### Luxemburg
Dit is de uitslag voor de provincie Luxemburg.
| Luxemburg            | Luxemburg            | Luxemburg | Luxemburg | Luxemburg | Luxemburg | Luxemburg | Luxemburg |
| Partij               | Partij               | 2019      | 2019      | 2019      | 2014      | 2014      | verschil  |
| Partij               | Partij               | stemmen   | %         | zetels    | %         | zetels    | zetels    |
| -------------------- | -------------------- | --------- | --------- | --------- | --------- | --------- | --------- |
|                      | MR                   | 41.705    | 25,27     | 2         | 28,2      | 2         | =         |
|                      | CdH                  | 37.151    | 22,51     | 2         | 30,0      | 2         | =         |
|                      | PS                   | 32.317    | 19,58     | 1         | 23,2      | 1         | =         |
|                      | Ecolo                | 24.323    | 14,74     | 1         | 8,5       | 0         | +1        |
|                      | PTB                  | 14.933    | 9,05      | 0         | 1,7       | 0         | -         |
|                      | PP                   | 5.044     | 3,06      | 0         | 4,7       | 0         | -         |
|                      | DéFI                 | 4.786     | 2,90      | 0         | 2,0       | 0         | -         |
|                      | Listes Destexhe      | 1.549     | 0,94      | 0         | -         | -         | -         |
|                      | Overige              | 3.240     | 1,96      | 0         | 1,6       | 0         | -         |
| Totaal Geldig        | Totaal Geldig        | 165.048   | 100,0     | 6         |           | 5         | +1        |
| Blanco & Ongeldig    | Blanco & Ongeldig    | 17.142    | 9,41      |           |           |           |           |
| Totaal Stemmen       | Totaal Stemmen       | 182.190   | 100%      |           |           |           |           |
| Ingeschreven Kiezers | Ingeschreven Kiezers | 204.189   | 100%      |           |           |           |           |

Kieskring Aarlen-Marche-Bastenaken-Neufchâteau-Virton (6)
| - Willy Borsus (MR, 17.750) - René Collin (cdH, 16.908) - Philippe Courard (PS, 13.535) | - Anne Laffut (MR, 11.974) - Anne-Catherine Goffinet (cdH, 8.299) - Jean-Philippe Florent (Ecolo, 4.390) |

#### Namen
Dit is de uitslag voor de provincie Namen.
| Namen                | Namen                | Namen   | Namen | Namen  | Namen | Namen  | Namen    |
| Partij               | Partij               | 2019    | 2019  | 2019   | 2014  | 2014   | verschil |
| Partij               | Partij               | stemmen | %     | zetels | %     | zetels | zetels   |
| -------------------- | -------------------- | ------- | ----- | ------ | ----- | ------ | -------- |
|                      | PS                   | 69.793  | 23,21 | 3      | 27,9  | 4      | -1       |
|                      | MR                   | 66.050  | 21,97 | 3      | 27,3  | 4      | -1       |
|                      | CdH                  | 46.296  | 15,40 | 2      | 19,5  | 2      | =        |
|                      | Ecolo                | 45.039  | 14,98 | 2      | 9,6   | 1      | +1       |
|                      | PTB                  | 36.970  | 12,30 | 1      | 5,0   | 0      | +1       |
|                      | DéFI                 | 14.186  | 4,72  | 0      | 2,5   | 0      | -        |
|                      | PP                   | 9.623   | 3,20  | 0      | 4,4   | 0      | -        |
|                      | Listes Destexhe      | 4.443   | 1,48  | 0      | -     | -      | -        |
|                      | Overige              | 8.285   | 2,76  | 0      | 4,0   | 0      | -        |
| Totaal Geldig        | Totaal Geldig        | 300.685 | 100,0 | 11     |       | 11     | -        |
| Blanco & Ongeldig    | Blanco & Ongeldig    | 24.397  | 6,98  |        |       |        |          |
| Totaal Stemmen       | Totaal Stemmen       | 325.082 | 100%  |        |       |        |          |
| Ingeschreven Kiezers | Ingeschreven Kiezers | 371.584 | 100%  |        |       |        |          |

Kieskring Dinant-Philippeville (4)
| - François Bellot (MR, 13.864) - Pierre-Yves Dermagne (PS, 8.544) | - Christophe Bastin (cdH, 5.863) - Françoise Mathieux (MR, 3.333) |

Kieskring Namen (7)
| - Jean-Charles Luperto (PS, 16.352) - Sabine Laruelle (MR, 13.909) - Benoît Dispa (cdH, 8.210) - Stéphane Hazée (Ecolo, 6.963) | - Gwenaëlle Grovonius (PS, 6.394) - Valérie Delporte (Ecolo, 4.419) - Anouk Vandevoorde (PTB, 3.835) |

#### Waals-Brabant
Dit is de uitslag voor de provincie Waals-Brabant.
| Waals-Brabant        | Waals-Brabant        | Waals-Brabant | Waals-Brabant | Waals-Brabant | Waals-Brabant | Waals-Brabant | Waals-Brabant |
| Partij               | Partij               | 2019          | 2019          | 2019          | 2014          | 2014          | verschil      |
| Partij               | Partij               | stemmen       | %             | zetels        | %             | zetels        | zetels        |
| -------------------- | -------------------- | ------------- | ------------- | ------------- | ------------- | ------------- | ------------- |
|                      | MR                   | 81.684        | 34,04         | 4             | 41,5          | 4             | =             |
|                      | Ecolo                | 47.410        | 19,76         | 2             | 11,7          | 1             | +1            |
|                      | PS                   | 35.803        | 14,92         | 1             | 19,5          | 2             | -1            |
|                      | CdH                  | 20.216        | 8,43          | 1             | 12,0          | 1             | =             |
|                      | PTB                  | 18.074        | 7,53          | 0             | 2,8           | 0             | -             |
|                      | DéFI                 | 15.196        | 6,33          | 0             | 4,7           | 0             | -             |
|                      | PP                   | 6.547         | 2,73          | 0             | 4,1           | 0             | -             |
|                      | Listes Destexhe      | 6.031         | 2,51          | 0             | -             | -             | -             |
|                      | Overige              | 8.975         | 3,74          | 0             | 3,7           | 0             | -             |
| Totaal Geldig        | Totaal Geldig        | 239.936       | 100,0         | 8             |               | 8             |               |
| Blanco & Ongeldig    | Blanco & Ongeldig    | 14.400        | 5,66          |               |               |               |               |
| Totaal Stemmen       | Totaal Stemmen       | 254.336       | 100%          |               |               |               |               |
| Ingeschreven Kiezers | Ingeschreven Kiezers | 286.522       | 100%          |               |               |               |               |

Kieskring Nijvel (8)
| - Valérie De Bue (MR, 22.782) - Hélène Ryckmans (Ecolo, 9.636) - Dimitri Legasse (PS, 8.987) - Olivier Maroy (MR, 8.723) | - Jean-Paul Wahl (MR, 7.462) - Sybille de Coster-Bauchau (MR, 7.076) - André Antoine (cdH, 5.705) - Laurent Heyvaert (Ecolo, 2.356) |

## Bron
- Officiële resultaten verkiezingen 2019 - Waals Parlement

```

```